# Géry Daeninck
Géry Daeninck is een Belgisch voormalig bedrijfsleider.

## Levensloop
Géry Daeninck is burgerlijk ingenieur van opleiding en behaalde een managementdiploma aan het Massachusetts Institute of Technology in de Verenigde Staten. Van 1978 tot 1991 werkte hij bij adviesbureau McKinsey in New York, Amsterdam en Brussel, waar hij in 1984 managing partner werd. In deze hoedanigheid werkte hij mee aan de doorlichting van luchtvaartmaatschappij Sabena. In 1991 ging hij bij Sabena aan de slag en in 1994 werd hij er operationeel directeur, de rechterhand van Pierre Godfroid. Beiden werden in 1996 na stakingen en conflicten met de vakbonden aan de kant gezet.
In 1997 trad hij als financieel en operationeel directeur in dienst van de Nederlandse vermogensbeheerder Robeco. In januari 2002 volgde hij er Pieter Korteweg als topman op. In juli 2004 volgde George Möller hem op.
In november 2011 verwees de Brusselse raadkamer Daeninck en enkele andere voormalige toplieden van Sabena naar de correctionele rechtbank.
Hij is tevens bestuurder van de Muziekkapel Koningin Elisabeth en de Universitaire Stichting.